# Islands riksvapen
Islands riksvapen (på isländska: Skjaldarmerkið) visar ett med ett rött, smalt kors belagt silverkors i blå sköld. Skölden hålls av fyra från Snorre Sturlasons Heimskringla bekanta landvättar: en fågel (örn), en drake, en tjur och en bergsjätte. De står på basalthäll.
Från 1903 till 1919 var Islands riksvapen en åt heraldiskt höger vänd vit jaktfalk i blått fält. Detta ersattes 1919 med det nuvarande vapnet, krönt av en med blått fodrad gyllene kungakrona, vars byglar var besatta med runda blå pärlor. Kungakronan togs bort när Island blev republik 1944.

## Historia
Island har haft ett flertal olika vapen:
- Det första tros ha utgjorts av en sköld med sex blå ränder och sex silverränder, möjligen symboliserande Islands tolv ting.
- Det andra förmodas vara det som jarlen Gissur Þorvaldsson erhöll av Norges kung, Håkon Håkonsson, 1258. Det fanns avbildat i kungens eget vapen, där skölden bytt färg med lejonet och de blå och silverne ränderna från det tidigare vapnet lagts till.
- Omkring eller efter år 1500 blev Islands vapen ett krönt stycke torrfisk på röd sköld.
- Den 3 oktober 1903 ändrades Islands vapen till en jaktfalk på blå sköld. Det användes tills den första versionen av vapnet med landvättarna blev officiellt vapen för Konungariket Island den 12 februari 1919. Jaktfalken kvarstod i det kungliga vapnet under Kristian X:s hela regering ehuru Island blev republik år 1944. Vid Fredrik IX:s trontillträde i april 1947 antogs det nuvarande statsvapnet.

Isländska fristatens vapen
Jarldömet Islands vapen från 1262
Vapen under det danska väldet (ca 1500–1903)
Vapen under autonomiperioden
Vapnet för kung Kristian X av Island (1918–1944) och Danmark (1903–1947). Island representeras av den silverne falken i huvudsköldens nedre vänstra hörn.